# 不自由，毋宁死 (希腊国家格言)

希臘國旗

不自由，毋寧死（希臘語：Ελευθερία ή θάνατος，IPA：[elefθeˈri.a i ˈθanatos]）是希臘的國家格言。其起源於希臘獨立運動時期的一首反抗鄂圖曼統治者的歌曲，并於1814年被友誼社所採納使用，并成爲日後希臘獨立運動的代表口號。

## 概述

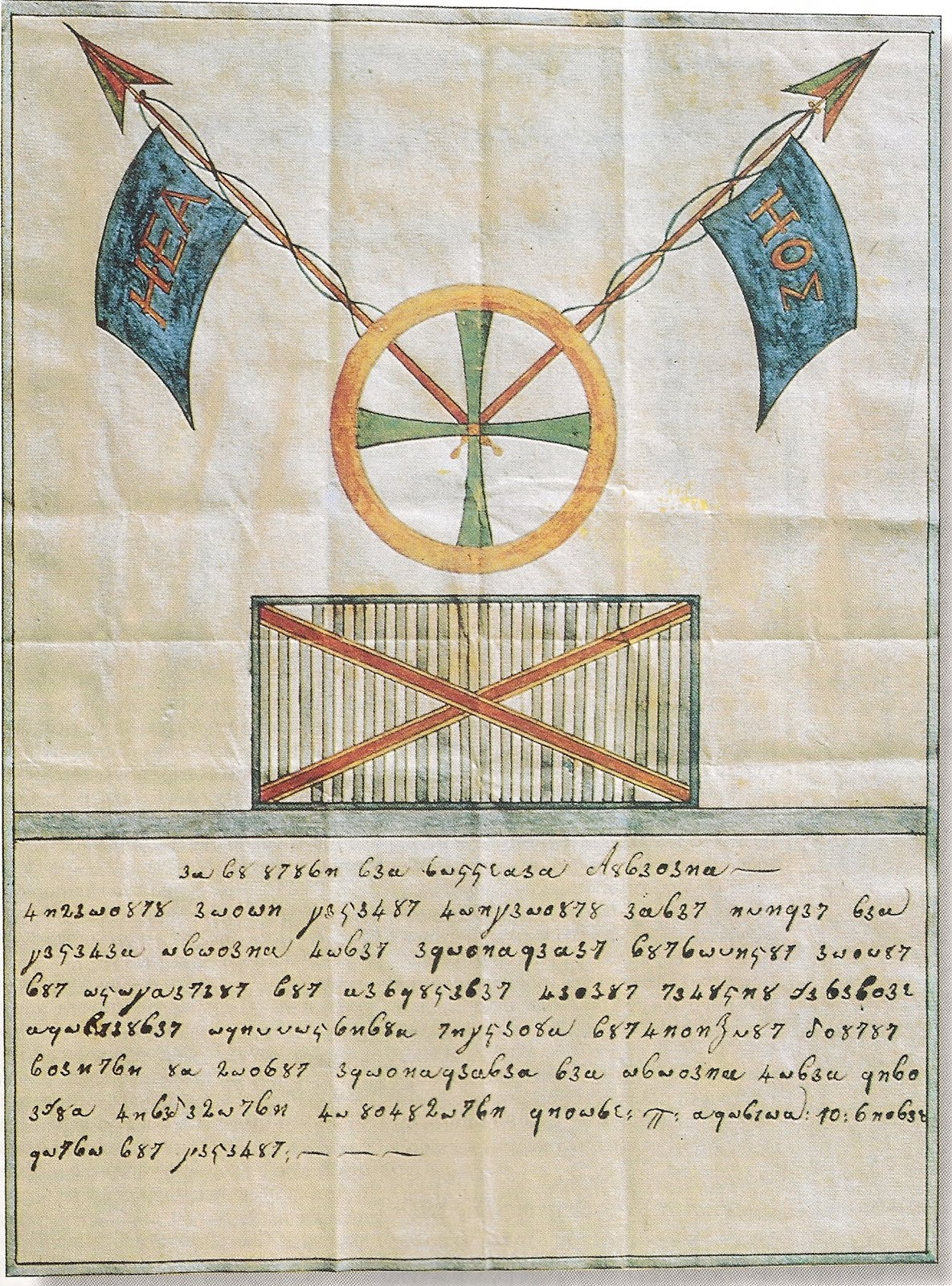
19世紀前期友誼社的代表徽章的草稿，圖中兩面藍色旗幟的圖樣上書有「ＨＥΑ」和「ＨΘΣ」六個字母，是「或自由，或死亡」之意，用於希臘獨立運動時期

這句格言最早出現在1820年代希臘獨立運動時期，是當時反鄂圖曼政府的希臘獨立的代表口號，并在戰爭之後被采納使用，且流傳至今。
這句格言除了用於格言上，也是希臘國旗上的9條藍白相間的條紋的象徵意義。其中，5條藍色條紋象徵的五個音節，而4個白色條紋象徵的四個音節。該句格言象徵希臘人反對被鄂圖曼統治者壓迫的革命決心。
此外，友誼社旗幟上的六個字母及代表，意指「或自由，或死亡」，近同希臘官方格言。